# ОШ „Петар Лековић” Пожега
ОШ „Петар Лековић” Пожега основана је 15. септембра 1960. године Решењем НОО Пожега број 8086/60 под називом „Друга основна школа”.
У почетку рада настава је реализована у просторијама старе Женске радничке школе која је саграђена 1928. године. Нова школска зграда у којој наставу похађају ученици старијих разреда свечано је отворена 13. децембра 1969. године.
Школи су 1. јануара 1961. године припојене школе из Здравчића, Глумча, Засеља, Честобродице, Висибабе, Узића, Годовика и Милићевог Села. Одлуком Савета школе уз сагласност СО Пожега, Друга основна школа добија 19. јануара 1966. године име по Петру Лековићу, првом народном хероју Југославије.
Интеграцијом са Основном школом „Димитрије Туцовић” из Јежевице са Душковцима и Тометиним Пољем, 1. септембра 1991. године постаје највећа школа Златиборског округа по броју ученика тада скоро 2000 и територијом коју покрива од Тометиног Поља до Годовика и Милиоћевог Села у дужини од 60 km.